# Bairros
Bairros ist ein Ort und eine ehemalige Gemeinde (Freguesia) im Norden Portugals.
Bairros gehört zum Kreis Castelo de Paiva im Distrikt Aveiro. Die Gemeinde hatte eine Fläche von 8,6 km² und 2058 Einwohner (Stand 30. Juni 2011).
Am 29. September 2013 wurden die Gemeinden Bairros und Sobrado zur neuen Gemeinde União das Freguesias de Sobrado e Bairros zusammengeschlossen.

## Bauwerke
- Casa da Quinta da Fisga